# Xinxing (Kaohsiung)
Xinxing (chiń. upr. 新兴区; chiń. trad. 新興區; pinyin Xīnxīng qū; Wade-Giles Hsin-hsing ch’ü) – dzielnica (chiń. 區, qū) w rejonie miejskim miasta wydzielonego Kaohsiung na Tajwanie. 
23 czerwca 2009 komitet przy Ministrze Spraw Wewnętrznych Republiki Chińskiej zarekomendował scalenie dotychczasowego powiatu Kaohsiung (chiń. trad. 高雄縣; pinyin Gāoxióng xiàn) i miasta wydzielonego Kaohsiung (chiń. trad. 高雄直轄市; pinyin Gāoxióng zhíxiáshì) w jedno miasto wydzielone. Dotychczasowe dzielnice miejskie (chiń. 區, qū), jak Xinxing, zachowały po scaleniu swój dotychczasowy status. Ustawa weszła w życie 25 grudnia 2010 roku.
Populacja dzielnicy Xinxing w 2016 roku liczyła 51 431 mieszkańców – 26 676 kobiet i 24 755 mężczyzn. Liczba gospodarstw domowych wynosiła 22 715, co oznacza, że w jednym gospodarstwie zamieszkiwało średnio 2,26 osób.

## Demografia (2011–2016)
| Rok  | Liczba ludności | Gęstość zaludnienia | Kobiety | Mężczyźni | Gospodarstwa domowe |
| ---- | --------------- | ------------------- | ------- | --------- | ------------------- |
| 2011 | 54 345          | 27 496              | 28 014  | 26 331    | 22 798              |
| 2012 | 53 749          | 27 195              | 27 759  | 25 990    | 22 808              |
| 2013 | 53 170          | 26 902              | 27 501  | 25 669    | 22 748              |
| 2014 | 52 534          | 26 580              | 27 242  | 25 292    | 22 730              |
| 2015 | 51 955          | 26 287              | 26 894  | 25 061    | 22 684              |
| 2016 | 51 431          | 26 022              | 26 676  | 24 755    | 22 715              |